# František Leopold Buquoy
František Leopold de Longueval hrabě z Buquoy (německy Franz Leopold de Longueval, Graf von Buquoy, 29. listopadu 1703 Vídeň – 10. října 1767 Praha) byl český šlechtic z rodu Buquoyů a držitel vysokých zemský úřadů Českého království.

## Původ a život

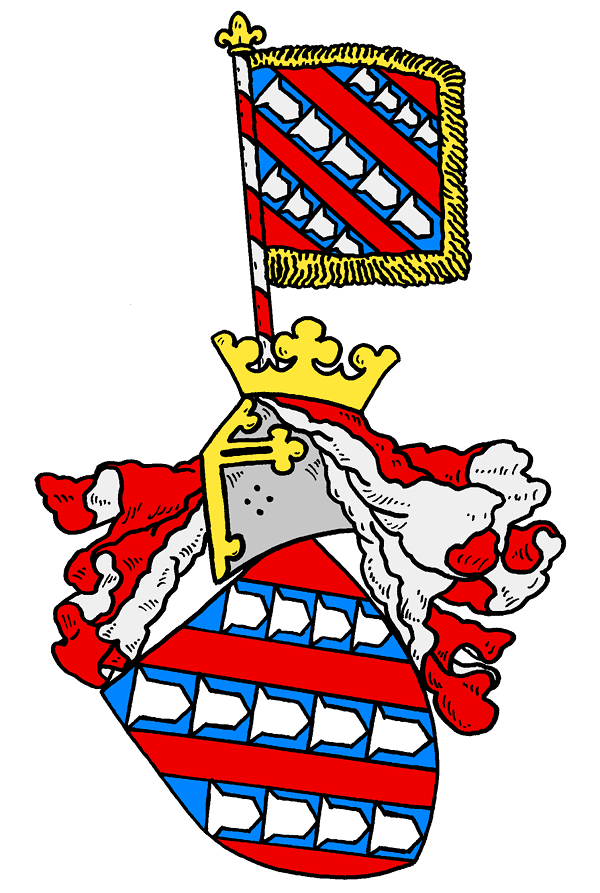
Erb rodu Buquoyů

Narodil se jako nejstarší syn Karla Kajetána z Buquoy (1676–1750) a jeho manželky Filipíny Alžběty Barbory Pálffyové z Erdődu († 1732). Měl dva bratry a dvě sestry.
V roce 1733 se stal přísedícím moravského zemského soudu. V roce 1740 se stal členem českého místodržitelského kolegia. Politickou chybu udělal hned následující rok. Urazil Marii Terezii, když na rozdíl od svého otce a bratra 19. prosince 1741 holdoval bavorskému kurfiřtovi Karlu Albrechtovi. Přesto mu panovnice dokázala odpustit a jeho kariéra se dál slibně vyvíjela. V roce 1745 se stal tajným radou. V roce 1747 byl jmenován nejvyšším zemským maršálkem Českého království, v letech 1749–1757 zastával úřad nejvyššího zemského komorníka a konečně v letech 1757–1767 nejvyššího zemského hofmistra. V roce 1763 mu byl udělen Řád zlatého rouna.

## Majetek
Otec buquoyský majetek zadlužil tak, že na něj byla uvalena nucená správa. Fideikomisu, jehož podstatu tvořily Nové Hrady a Rožmberk, se ujal František Leopold v roce 1740. V roce 1745 koupil Čížkrajice a statek připojil k novohradskému panství. Ve stejném roce koupil také Certlov (dnes Rybník) a dal tam vystavět zámek. V letech 1747–1754 dostavěl zámek v Libějovicích. Na Malé Straně v Praze nechal vybudovat Buquoyský palác včetně oranžerie a fíkovny, kde je od roku 1919 sídlo francouzského velvyslanectví. Na Smíchově zakoupil Dientzenhofferův letohrádek, později zvaný Bukvojka, v současnosti je znám jako Portheimka.
Několikrát byl jmenován nuceným správcem zadlužených panství. Týkalo se to např. Fürstenbergů, Kolovratů nebo Kinských.

### Manželství a potomstvo
Dne 31. července 1735 se oženil s Gabrielou Johannou Hermínou z Roggendorfu (4. březen 1717 – 27. prosinec 1790). Narodilo se jim devět dětí:
- 1. Maria Anna (* 1736, † mladá)
- 2. František de Paula (* a † 28. 8. 1737)
- 3. Marie Walpurga (17. 12. 1738 – 1762)
  - ∞ František Karel Bořita z Martinic (6. 9. 1733 – 29. 11. 1789)
- 4. Karolína (Charlotta) (17. 1. 1740 – 1802)
  - ∞ Filip (František) z Riesenfelsu
- 5. Jan Nepomuk Josef (28. 6. 1741 Praha – 12. 4. 1803 Praha)
  - ∞ (9. 4. 1765) Marie Terezie Paarová (3. 5. 1746 – 21. 5. 1818)
- 6. Marie Ernestina (6. 11. 1742 –1816)
  - ∞ František Antonín Novohradský z Kolovrat († 1802)
- 7. Leopold Albert František (11. 12. 1744 Nové Hrady – 18. 7. 1795)
  - ∞ (30. 4. 1778) Adélaide Jeanne z Preudhoumme d'Ailly de Nieuport (11. 10. 1757 – 1830)
- 8. Josef Erasmus Adalbert (22. 4. 1746 – 17. 9. 1772), kanovník v Eichstättu
- 9. Marie Gabriela (21. 9. 1750 – 1754)